# Hexatoma cramptoni
Hexatoma cramptoni är en tvåvingeart som först beskrevs av Alexander 1928.  Hexatoma cramptoni ingår i släktet Hexatoma och familjen småharkrankar.
Artens utbredningsområde är Jamaica. Inga underarter finns listade i Catalogue of Life.